# Dunton (Essex)
Dunton (en Dunton Wayletts) zijn twee naast elkaar gelegen gehuchten in het Engelse graafschap Essex. Ze liggen iets ten noorden van de A127 en het stadje Laindon. De namen hebben Saksische wortels en komen van "heuveldorp", respectievelijk "heuveldorp aan de kruising". In het Domesday Book van 1086 staat het dorp vermeld als "Dantuna", met bisschop Odo van Bayeux als kroonvazal. Na hem kwam het landgoed onder meer in bezit van de abdij van Bec, maar tijdens de ontbinding van de kloosters onder Hendrik VIII werd het in bezit gegeven van het King's College in Cambridge.
De aan de Maagd Maria gewijde dorpskerk werd in 1873 herbouwd, waarbij de zestiende-eeuwse noordmuur van het priesterkoor werd behouden.